# Демокрит и Протагор
«Демокрит и Протагор» — картина итальянского художника Сальватора Розы из собрания Государственного Эрмитажа.
Картина иллюстрирует легенду, согласно которой Протагор в молодости был носильщиком и однажды Демокрит встретил его со связкой дров. Удивившись тому, как рационально были уложены дрова в вязанки, предложил Протагору стать его учеником. Об этом пишет Авл Геллий в «Аттических ночах» (V, 3). По свидетельству Диогена Лаэрция, этот же рассказ передает Эпикур. Его также воспроизводит и Афиней: 

В том же письме Эпикур и про софиста Протагора говорит, как он из носильщика и дровоноса стал писцом Демокрита: Демокрит удивился, как он по-особенному складывал дрова, и взял его к себе; потом Протагор учил грамоте в какой-то деревне, а вслед за этим занялся софистикой. 

Картина была написана в конце 1663 — начале 1664 годов. Сальватор Роза в письме к своему другу Джованни Баттиста Риччарди от 9 ноября 1664 назвал картину «Vocazione di Protagora alla Filosofia» («Философ призывает к себе Протагора»). Там же говорится, что картина была куплена у художника кардиналом Флавио Киджи и отправлена во Францию в подарок королю Людовику XIV, где встретила благосклонный приём.

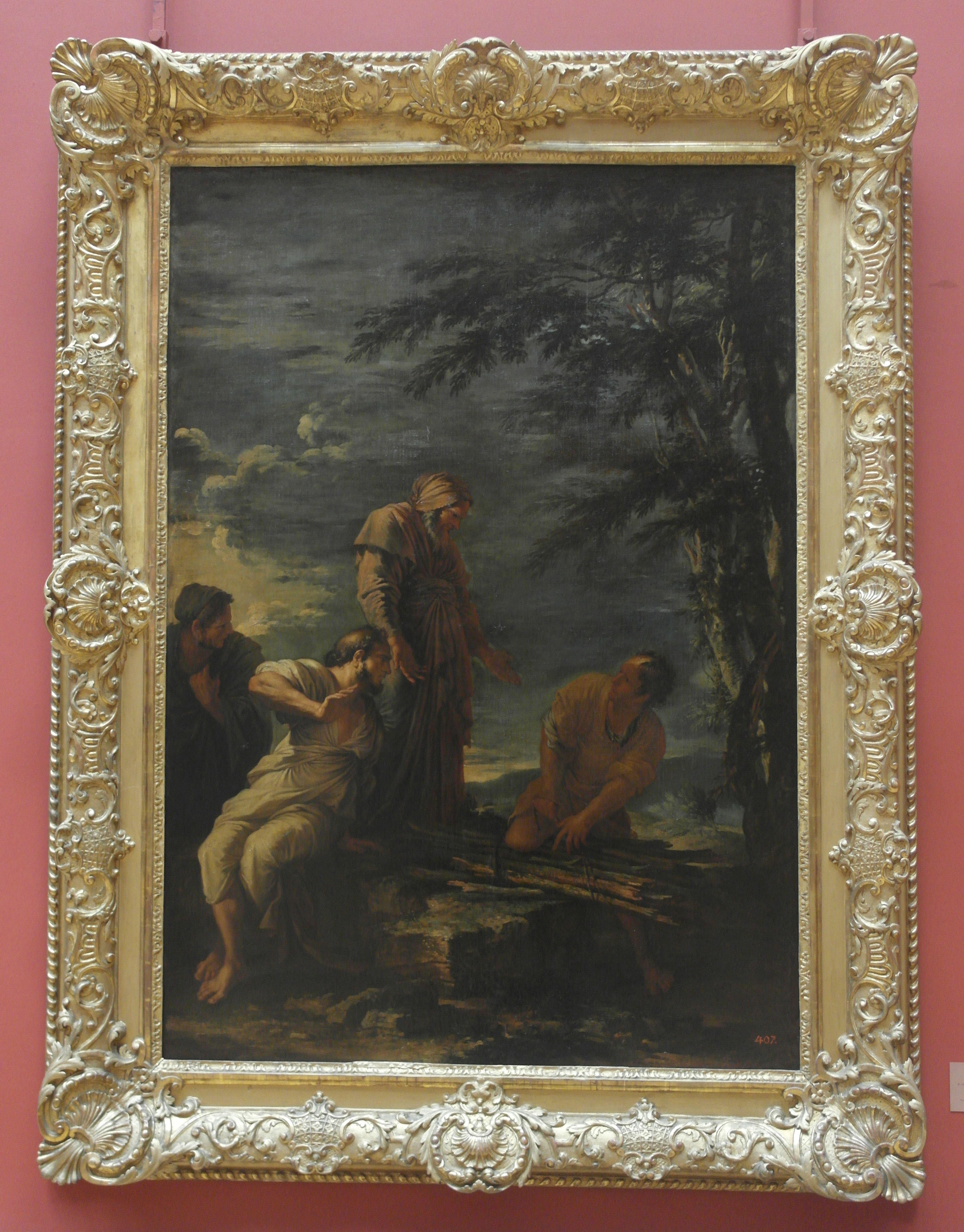
Картина в раме

Впоследствии картина была приобретена Робертом Уолполом, а в 1778 году его наследниками все собрание картин было продано императрице Екатерине II. В каталоге коллекции Уолпола, составленном в 1736 году, картина записана под названием «The Fable of the Old Man and his Sons trying to break the Bundle of Sticks» («Притча о старике, который заставил своих сыновей сломать вязанку прутьев»). Сюжет впервые был верно определён был в подписи на гравюре Уильяма Питера, а в пояснительном тексте указано, что ранее сюжет определялся как «Старик и его сыновья» (по басне Лафонтена).
Картина выставляется в здании Нового Эрмитажа в зале 238 (Большой итальянский просвет).
Долгое время в Эрмитаже ошибочно считалось, что другая картина Розы «Одиссей и Навсикая» составляет с этой картиной пару, поскольку они обе имеют сходные размеры и якобы происходят из собрания Уолпола. Но в результате исследований Артемьевой установлено, что картина «Одиссей и Навсикая» происходит из другой британской коллекции — в первом рукописном каталоге Эрмитажа, начатом в 1773 году, сказано, что она принадлежала шотландцу Джону Удни и была куплена в 1779 году.